# Agrupación galáctica

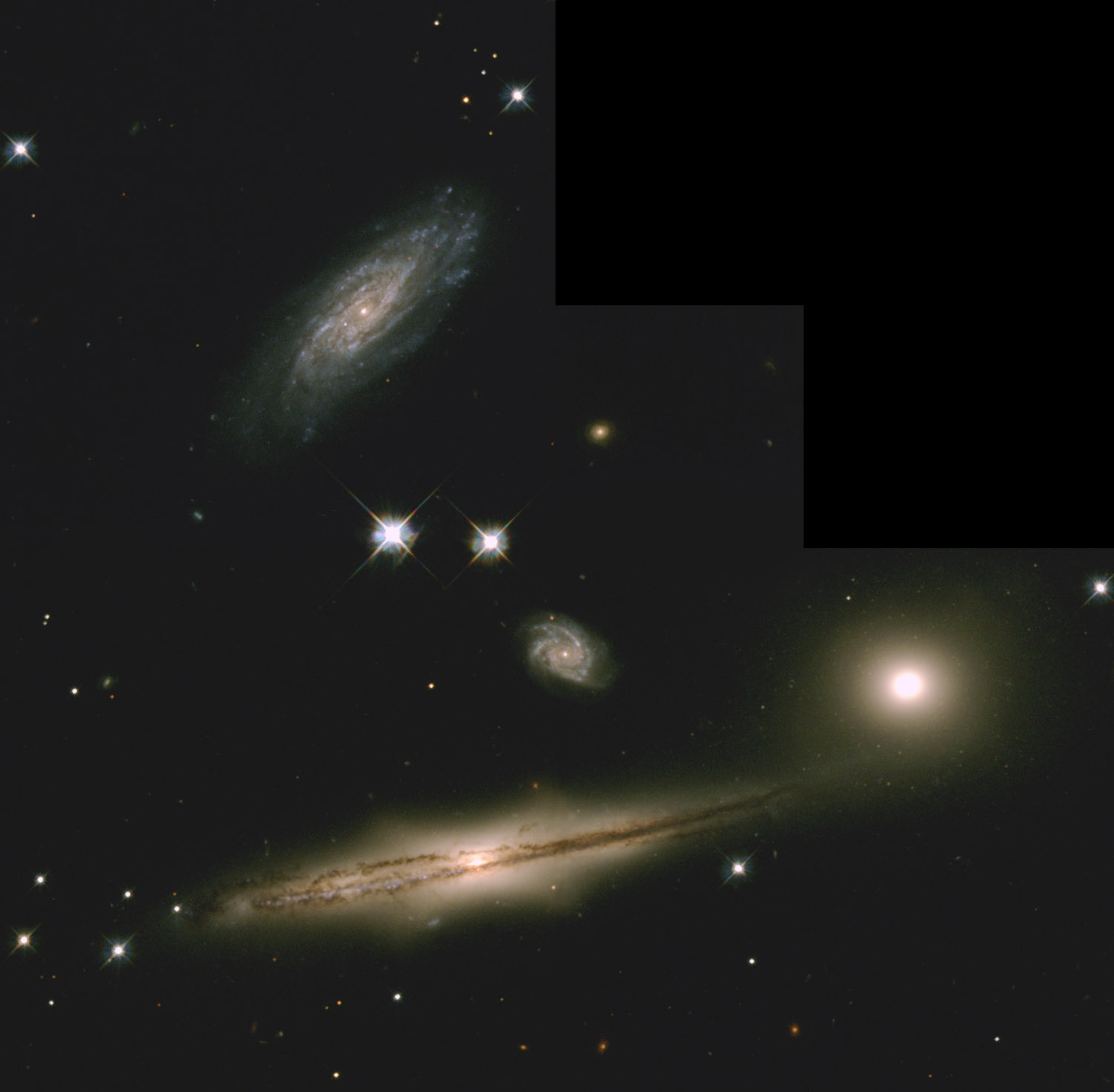
Grupo de Galaxias HCG 87 (Hickson Compact Group), vista desde el Observatorio Gemini en Cerro Pachón, Chile.

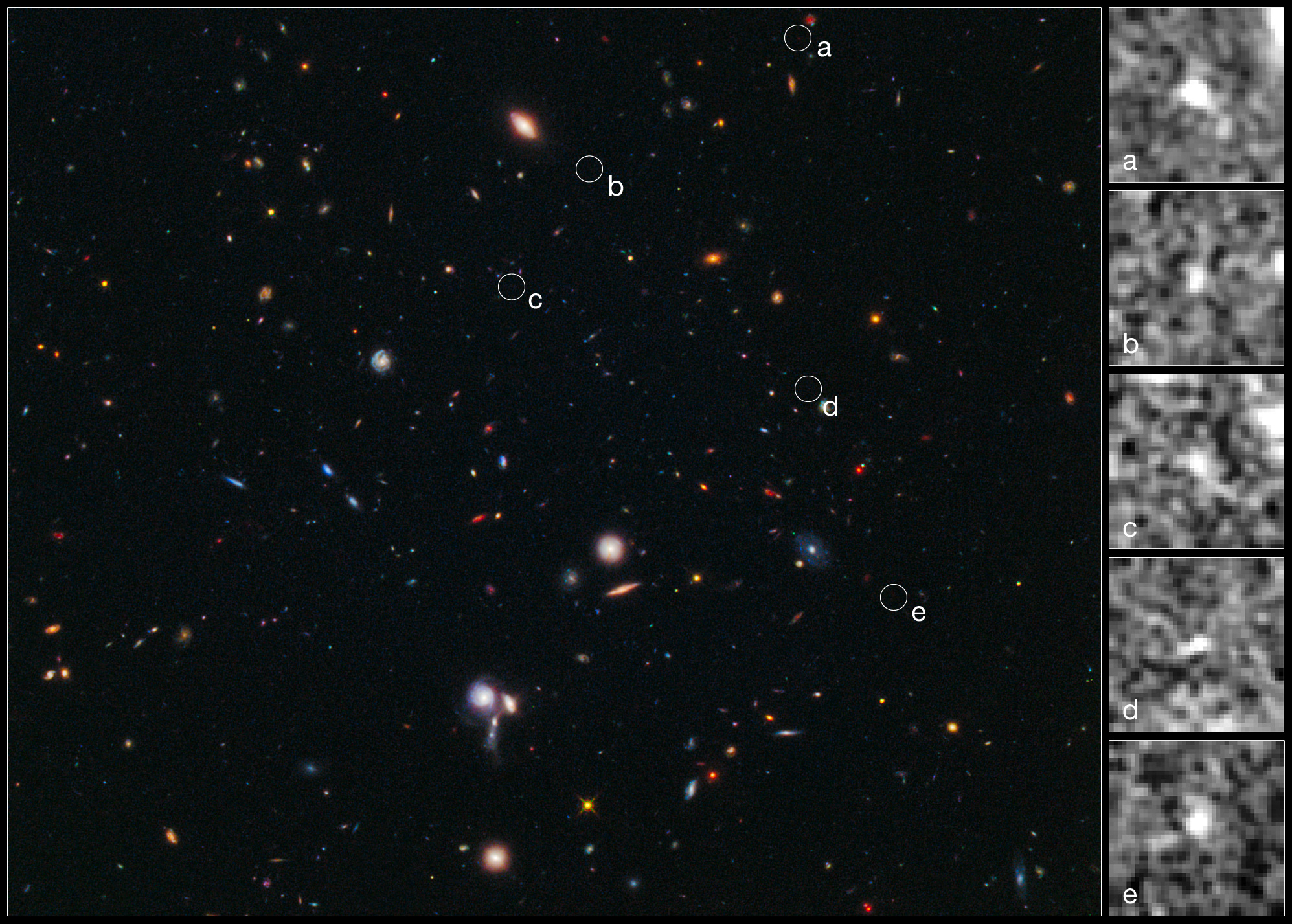
Imagen compuesta de cinco galaxias agrupadas 600 millones de años después del nacimiento del universo

Una agrupación galáctica es una estructura que se compone de galaxias agrupadas por la fuerza de gravedad. Estos conjuntos corresponden a las estructuras unidas por la fuerza de gravedad más grandes conocidas en el universo y se creyó que eran de las estructuras conocidas más grandes en el universo hasta la década de 1980, en la que se descubrieron los supercúmulos. Las distintas agrupaciones de galaxias que conforman el universo se llaman grupos, cúmulos y supercúmulos según su tamaño y el número de galaxias que contienen. Van desde pequeños grupos con una decena de galaxias hasta grandes cúmulos de miles de galaxias. Los supercúmulos son estructuras más complejas formadas por centenares o miles de cúmulos galácticos interaccionando gravitatoriamente entre sí. La materia bariónica del universo visible se distribuye a lo largo de estructuras colosales que reciben el nombre de filamentos o muros según su forma, quedando gran cantidad de regiones huecas, llamadas vacíos, sin apenas materia luminosa. Dichas estructuras están formadas por miles de agregados de galaxias de diferentes formas y tamaños. Estas colosales macroestructuras son las más recientes en la historia del universo. Dichas estructuras se mantienen cohesionadas por la fuerza de la gravedad de la materia oscura, pero la expansión acelerada del universo podría acabar imponiéndose (si no lo ha hecho ya) y detener la acumulación de materia. Una de las características principales de los cúmulos es el gas intracúmulo (ICM por sus siglas en inglés). El ICM consiste en gas caliente ubicado entre las galaxias y alcanza una temperatura máxima que varía entre 2 y 15 KeV, la cual depende de la masa total del cúmulo. No debe confundirse a los cúmulos de galaxia con cúmulos estelares tales como los cúmulos abiertos, los cuales son estructuras estelares que se encuentran dentro de galaxias, o con cúmulos globulares, los cuales por lo general orbitan galaxias. A los conjuntos pequeños de galaxias a menudo se les refiere como grupos de galaxias más bien que cúmulos de galaxias. Los grupos y cúmulos de galaxias pueden ser agrupados dentro de supercúmulos.
Algunos cúmulos de galaxia destacables que se encuentran en el universo cercano son el cúmulo de Virgo, el cúmulo de Fornax, el cúmulo de Hércules y el cúmulo de Coma. Un gran grupo de galaxias conocida como el Gran Atractor, la cual se encuentra dentro del cúmulo de Norma, es tan enorme que puede afectar la expansión local del universo. Algunos cúmulos de galaxias destacables que se encuentran en el lejano universo de alto desplazamiento al rojo son el SPT-CL J0546-5345 y el SPT-CL J2106-5844, que corresponden a los cúmulos de galaxia más enormes que se han encontrado en los inicios del universo. Se ha descubierto en las últimas décadas que estos cúmulos corresponden a sitios importantes de aceleración de partículas, una característica que se ha descubierto al observar emisiones radiales difusas no térmicas, como radio halos y radio relics. Se ha descubierto por medio del Observatorio de rayos X Chandra que estructuras como los frentes fríos y ondas expansivas pueden ser encontradas en cúmulos de galaxias.

## Grupos
Los grupos de galaxias son los menores agregados de dichos objetos. Tienen las siguientes propiedades:
- Contienen menos de 50 galaxias
- Tienen un diámetro de unos 2 Mpc (megapársecs)
- Tienen una masa del orden de 1013 masas solares
- La dispersión de velocidades es del orden de 150 km/s

El grupo que contiene a nuestra galaxia, la Vía Láctea, es el llamado Grupo Local, que consta de más de 40 galaxias.

## Cúmulos

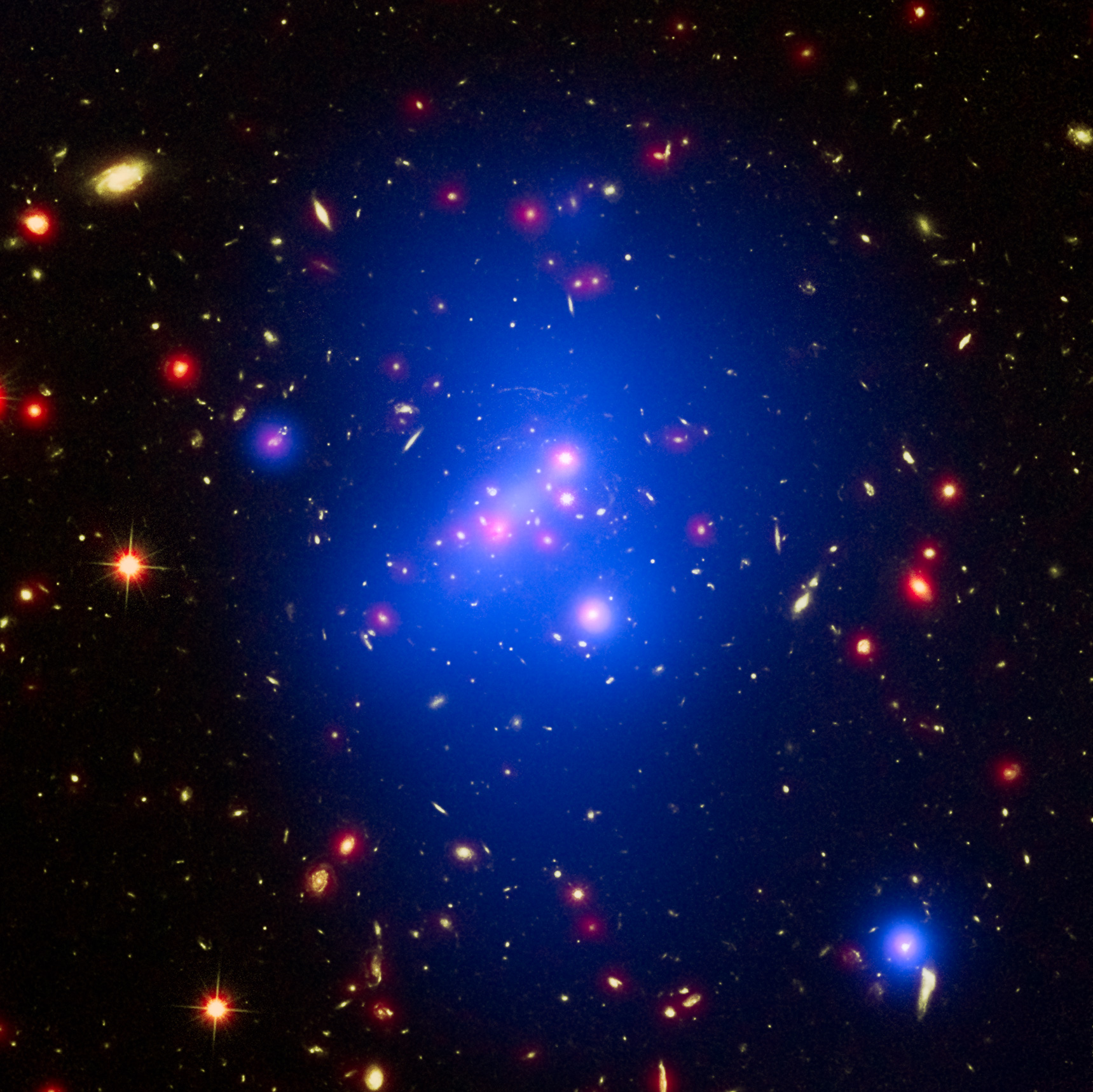
El cúmulo de galaxias IDCS J1426 se encuentra a 10 millones de años luz de la Tierra y tiene un peso equivalente al de 500 billones de soles.

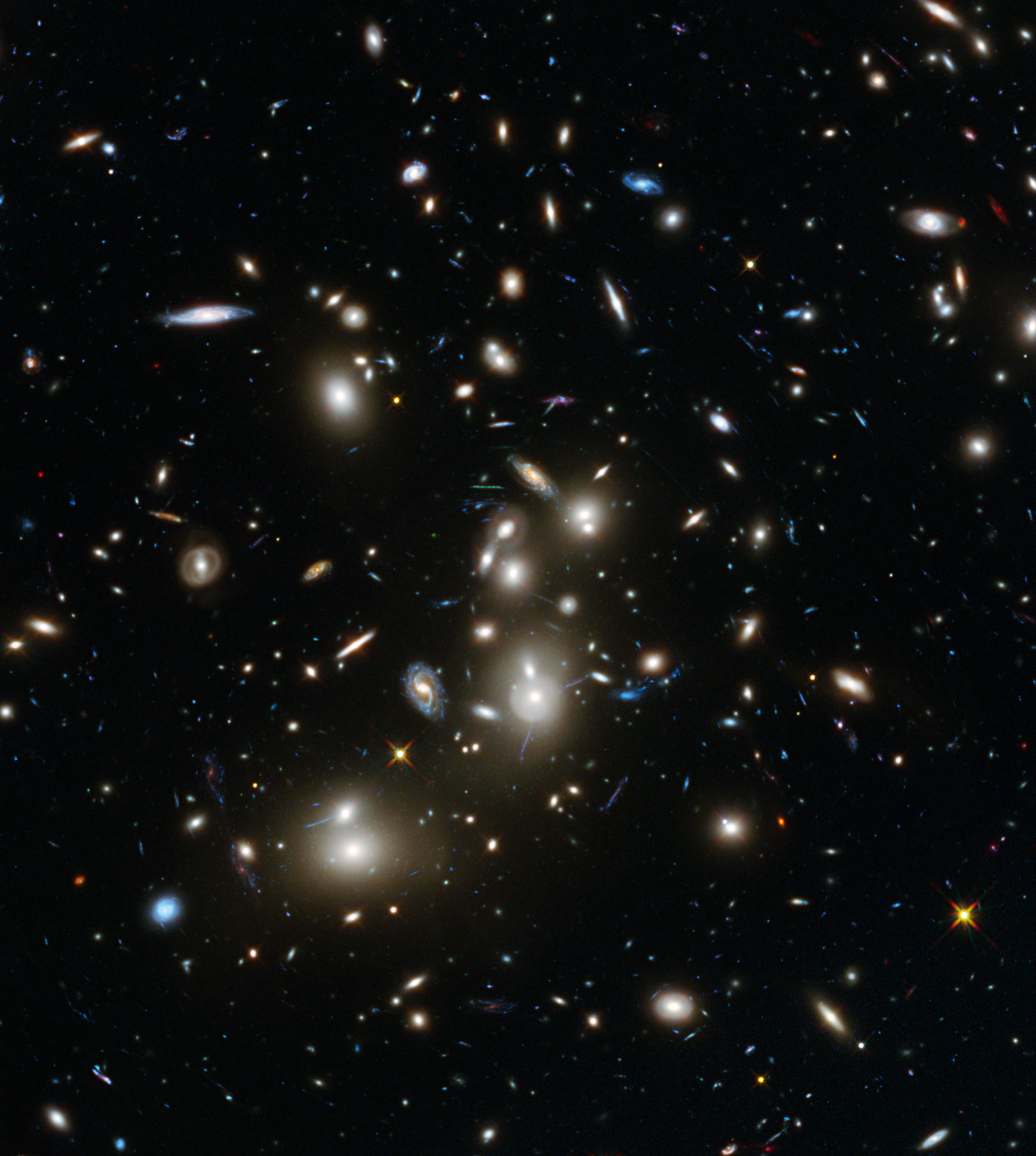
Abell 2744 es un cúmulo de galaxias conocido como cúmulo de Pandora

### Características
Por lo general, los cúmulos de galaxias tienen las siguientes propiedades:
- Contienen entre 50 y 1000 galaxias, gases que emiten rayos X de alta temperatura y grandes cantidades de materia oscura.[4] Los componentes se presentarán en mayor detalle en la sección «Composición».
- La distribución de los tres componentes es aproximadamente la misma en el cúmulo.
- Tienen una masa total de 1014 a 1015 masas solares.
- Por lo general tienen un diámetro entre los 2 y 10 Mpc (ver 1023 m para ver comparaciones de distancia).
- La extensión de las velocidades de las galaxias individuales es de aproximadamente entre 800 y 1000 km/s.
- La distancia media entre cúmulos es del orden de 10 Mpc.

Según los astrónomos, los cúmulos de galaxias son más grandes que los grupos, aunque no hay una línea divisoria definida entre ambas categorías. Al ser observados visualmente, los cúmulos aparecen como colecciones de galaxias autosostenidos por la atracción gravitatoria. Sin embargo, sus velocidades son demasiado grandes para que sigan gravitacionalmente limitadas por sus fuerzas de atracción mutuas. Esta observación demuestra la implicación de la presencia de un componente adicional invisible. Observaciones en rayos X han revelado la presencia de una gran cantidad de gas intergaláctico o intracúmulo. Este gas es muy caliente (alrededor de 108 K) y por lo tanto emite en una frecuencia alta: de rayos X. La masa total del gas es mayor que la de todas las galaxias del cúmulo por un factor de dos. Sin embargo, este gas sigue siendo insuficiente para mantener la cohesión gravitatoria de los cúmulos. Puesto que el gas intracumular está en equilibrio aproximado con el campo gravitatorio de todo el cúmulo, su distribución en él permite calcular la forma de dicho campo y, por ende, la masa total del cúmulo. Resulta que la masa total deducida es mucho más grande que la masa de las galaxias y del gas caliente juntos. La componente que falta no puede ser otra que la materia oscura cuya naturaleza es aún desconocida. En un cúmulo típico, aproximadamente sólo el 5 % de la masa total se encuentra en forma de galaxias, un 10 % en forma de gas caliente intracumular y el 85 % restante es materia oscura.
En los cúmulos predominan las galaxias elípticas e irregulares, fruto de la interacción de galaxias. También son comunes las galaxias lenticulares de las que se sospecha que en bastantes casos pueden proceder de galaxias espirales que han perdido su gas y por tanto su capacidad de formar estrellas. Esto se debe al rozamiento causado por su movimiento a través del gas intergaláctico o a las interacciones con otras galaxias del cúmulo.

### Dinámica
La dinámica de los cúmulos galácticos es un tanto peculiar. Se los puede considerar como un gas de galaxias donde las partículas que lo componen en vez de ser átomos o moléculas son galaxias. Ese gas tiene unas condiciones particulares puesto que las galaxias se atraen entre sí con fuerza mientras que las partículas atómicas no lo hacen. Un gas normal tiende a expandirse y ocupar el máximo espacio mientras que los cúmulos galácticos no sólo tienden a expandirse, sino que también tienden a colapsar por su propia gravedad. Esto hace que se hallen en un delicado equilibrio entre su dispersión de velocidades y su masa. Cuanta más masa tenga el cúmulo más alta será la velocidad de escape. Así mismo, más masa implica mayores fuerzas gravitatorias, lo que conlleva mayores aceleraciones y mayores velocidades. Así pues, en los cúmulos más masivos las galaxias que los componen se mueven más deprisa unas respecto a otras que en los menos masivos. Es el propio campo de gravedad el que confina a las galaxias en un volumen de espacio determinado de la misma manera que las paredes de un recipiente hermético confinan el aire de su interior.

### Evolución
La evolución de los cúmulos puede tomar dos rumbos. Unos tienden a concentrar más materia agregando pequeños grupos y otras galaxias individuales, lo cual los lleva a compactarse cada vez más y a adquirir una forma esferoidal. A la vez que dicho cúmulo fagocita galaxias y grupos, el núcleo del cúmulo canibaliza galaxias de este convirtiéndose su centro en una o más galaxias elípticas gigantes que mantienen a las demás orbitando a su alrededor y que finalmente acabarán por fusionarse en una única galaxia elíptica gigante formando lo que se conoce como cúmulo de galaxias fósil: un cúmulo de galaxias con una única galaxia elíptica en su centro y una carencia de galaxias brillantes en las regiones centrales. Otros cúmulos menos ligados gravitatoriamente pueden evolucionar de forma distinta. Estadísticamente siempre hay alguna galaxia capaz de alcanzar la velocidad de escape para salir del cúmulo. Estos cúmulos empiezan a perder galaxias y a medida que pierden masa la velocidad de escape disminuye, lo que acelera la pérdida de más galaxias, provocando su fragmentación hasta la total dilución. Este proceso puede venir motivado por la presencia de cúmulos mayores en las cercanías, los cuales acabarán por engullir al pequeño.

### Clasificación
La clasificación de Bautz-Morgan es un sistema de clasificación de cúmulos de galaxias según la presencia o no en su centro de una galaxia mucho más brillante que las demás. 
Hay tres clases en esta clasificación, con gradaciones intermedias: I, para definir un cúmulo de galaxias dominado por una galaxia mucho más brillante que las demás (por ejemplo, el cúmulo de Fornax), II un caso intermedio entre ésta y la siguiente (por ejemplo, el cúmulo de Coma), y finalmente III para cúmulos sin una galaxia significativamente más brillante que las demás (por ejemplo, el cúmulo de Virgo.)
Otras propiedades observables a menudo en los cúmulos de cada clase son:
- I. Muy ricos en galaxias elípticas y galaxias lenticulares, esto es galaxias de tipo temprano. Simetría esférica, con una fuerte concentración de masa en su centro y cierta segregación de masa.

- II. Pobres en galaxias espirales (es decir, en galaxias de tipo tardío). Simetría intermedia, con una concentración de masa moderada en su centro y también cierta segregación de masa.

- III. Ricos en galaxias espirales. Sin ninguna simetría —forma irregular— y con apenas concentración de masa en su centro. No existe segregación de masa.

## Supercúmulos

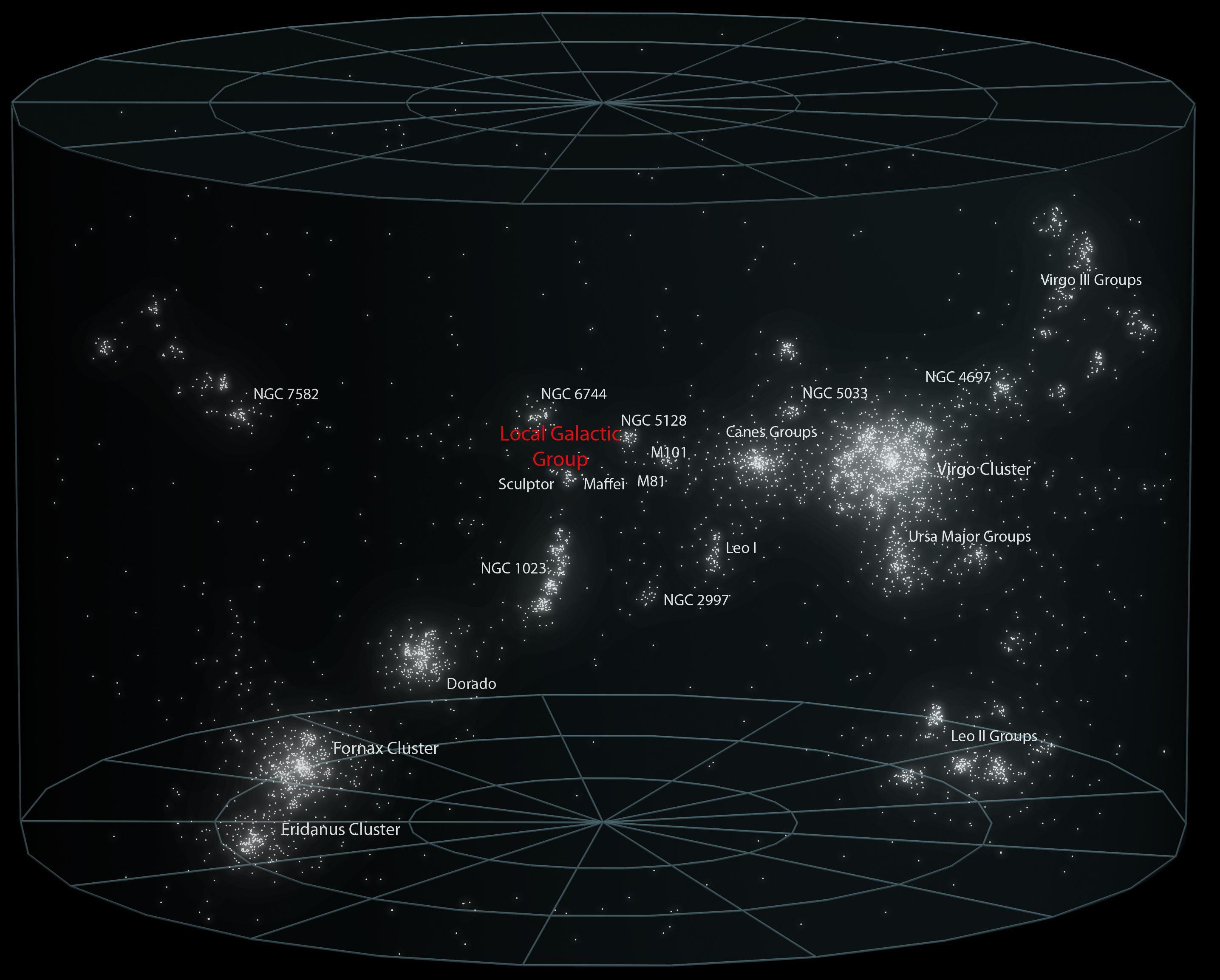
Supercúmulo de Virgo, donde se encuentra nuestro Grupo Local.

Los grupos, cúmulos y algunas galaxias aisladas pueden formar estructuras mayores: los supercúmulos. Estas agrupaciones se comportarían de forma parecida a los cúmulos, solo que en ellas las partículas elementales que lo constituyen ya no serían galaxias individuales, sino grupos y cúmulos galácticos enteros que se mueven confinados en su colosal campo gravitatorio.
Anteriormente, se consideraba que el Grupo Local estaba integrado plenamente en el supercúmulo de Virgo, pero ahora se ha determinado que forma parte del supercúmulo de Laniakea que, a su vez, está en la periferia del supercúmulo de Virgo.
Otro ejemplo de supercúmulo es el cúmulo de Phoenix.

## Estructuras a gran escala
En las escalas más grandes del universo visible, la materia se agrupa en filamentos y extensas paredes o muros rodeadas de vacíos a modo de enormes burbujas huecas con los supercúmulos como nodos. La estructura parece asemejarse a la de una esponja.

## Galería

### Imágenes

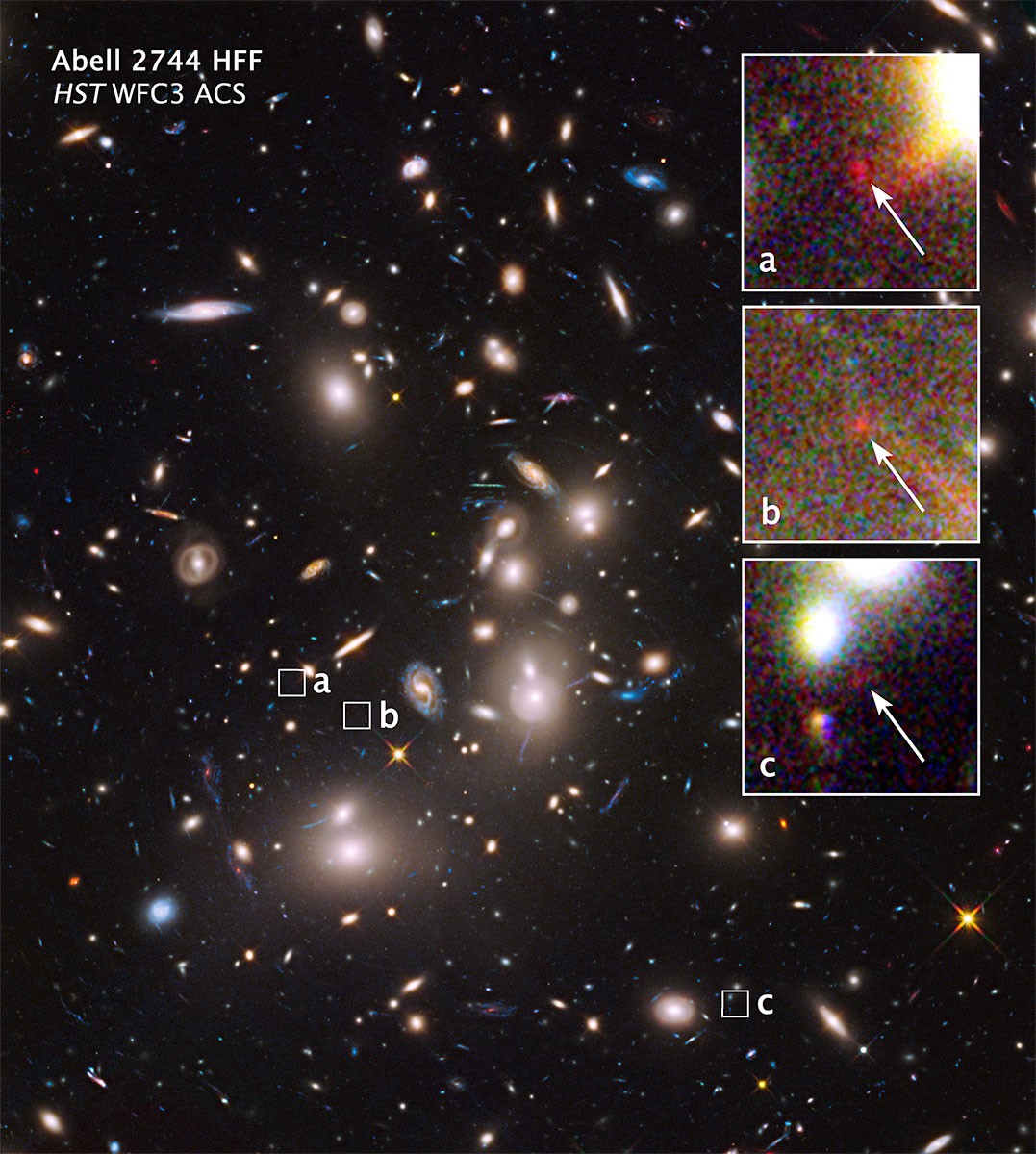
Cúmulo de galaxias Abell 2744 – galaxias extremadamente lejanas que han sido reveladas a través de lente gravitacional (16 de octubre de 2014).
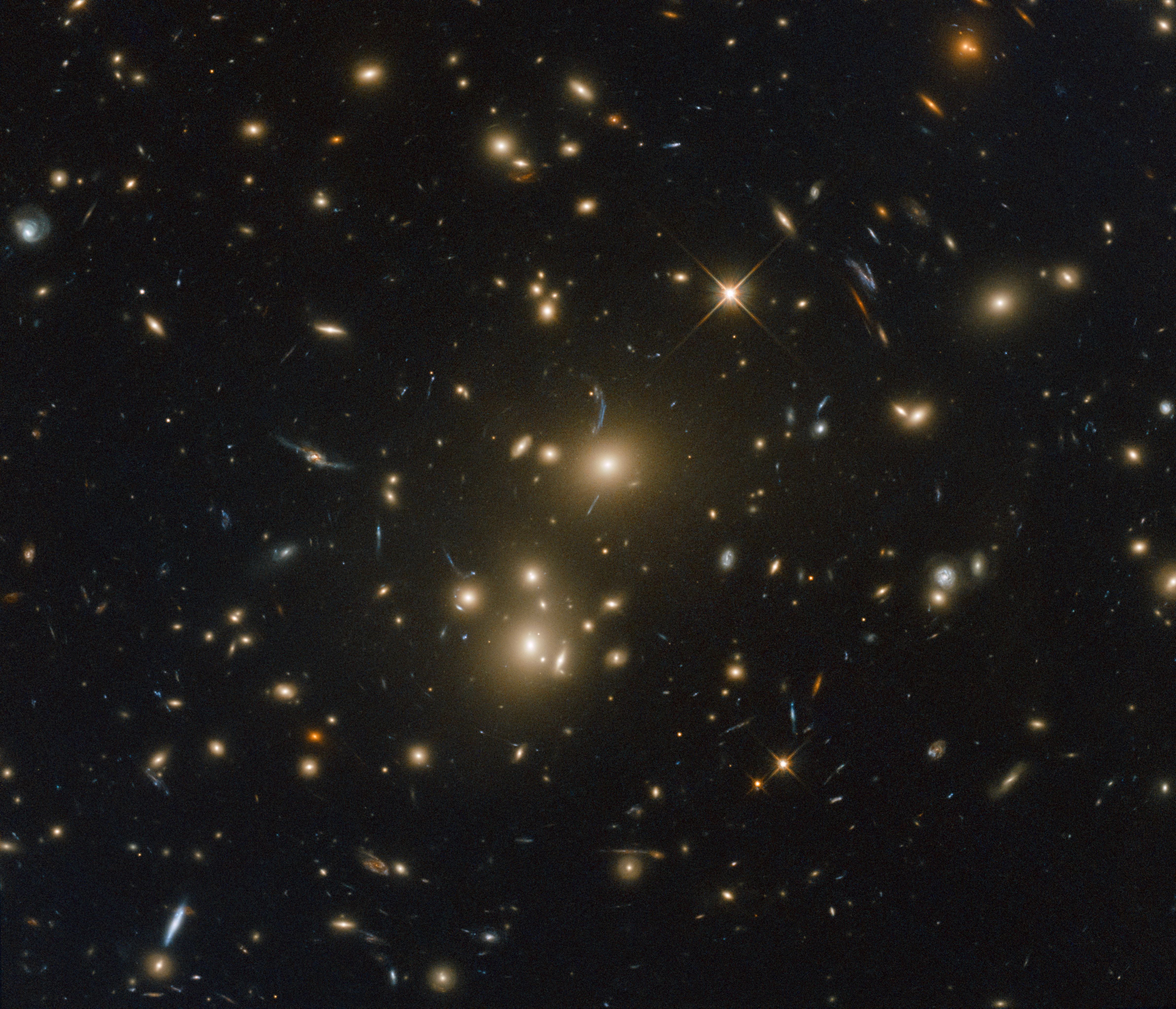
Cúmulo de galaxia RXC J0232.2-4420.
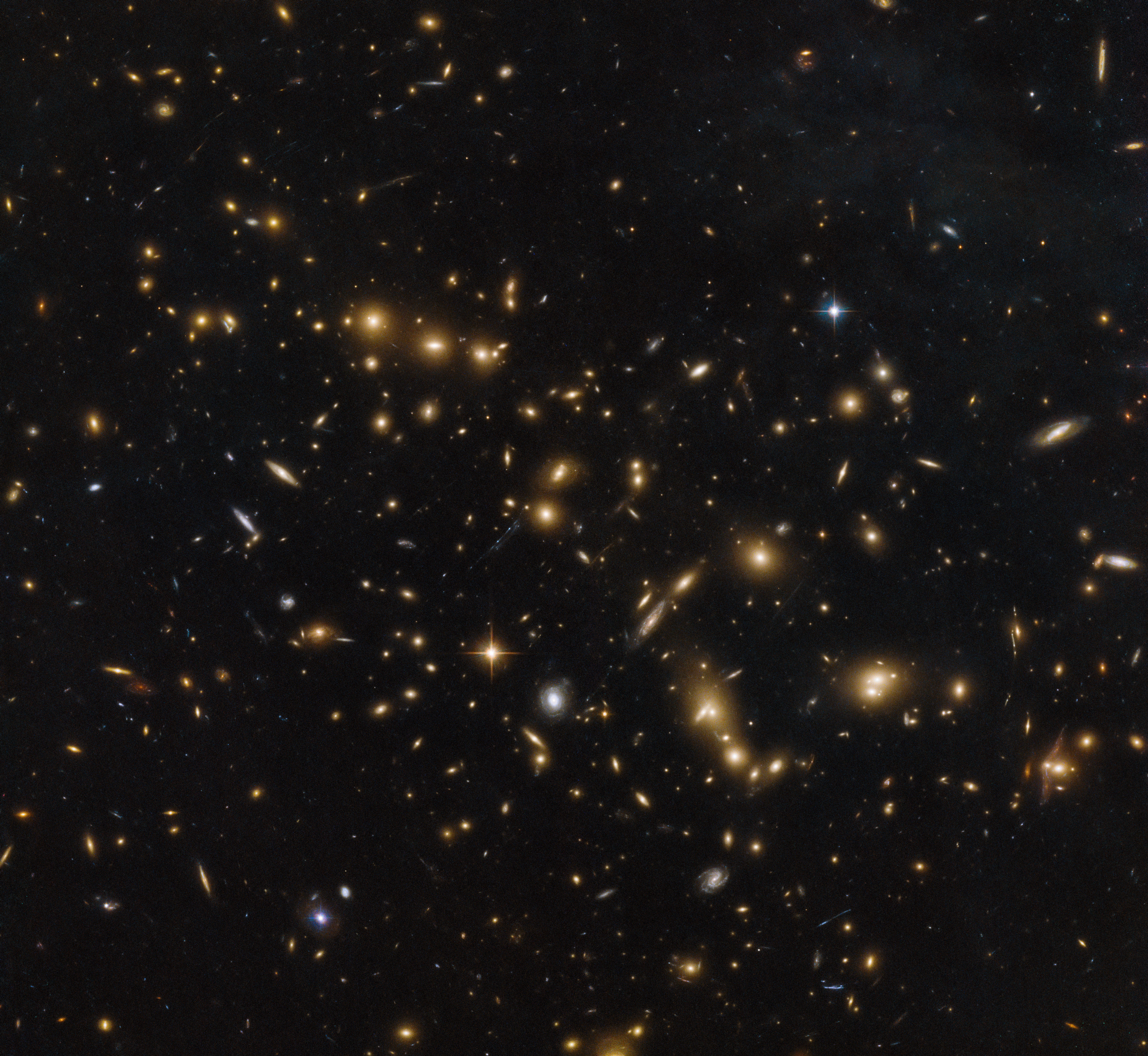
Cúmulo de galaxia RXC J0032.1+1808, que es parte del programa RELICS.
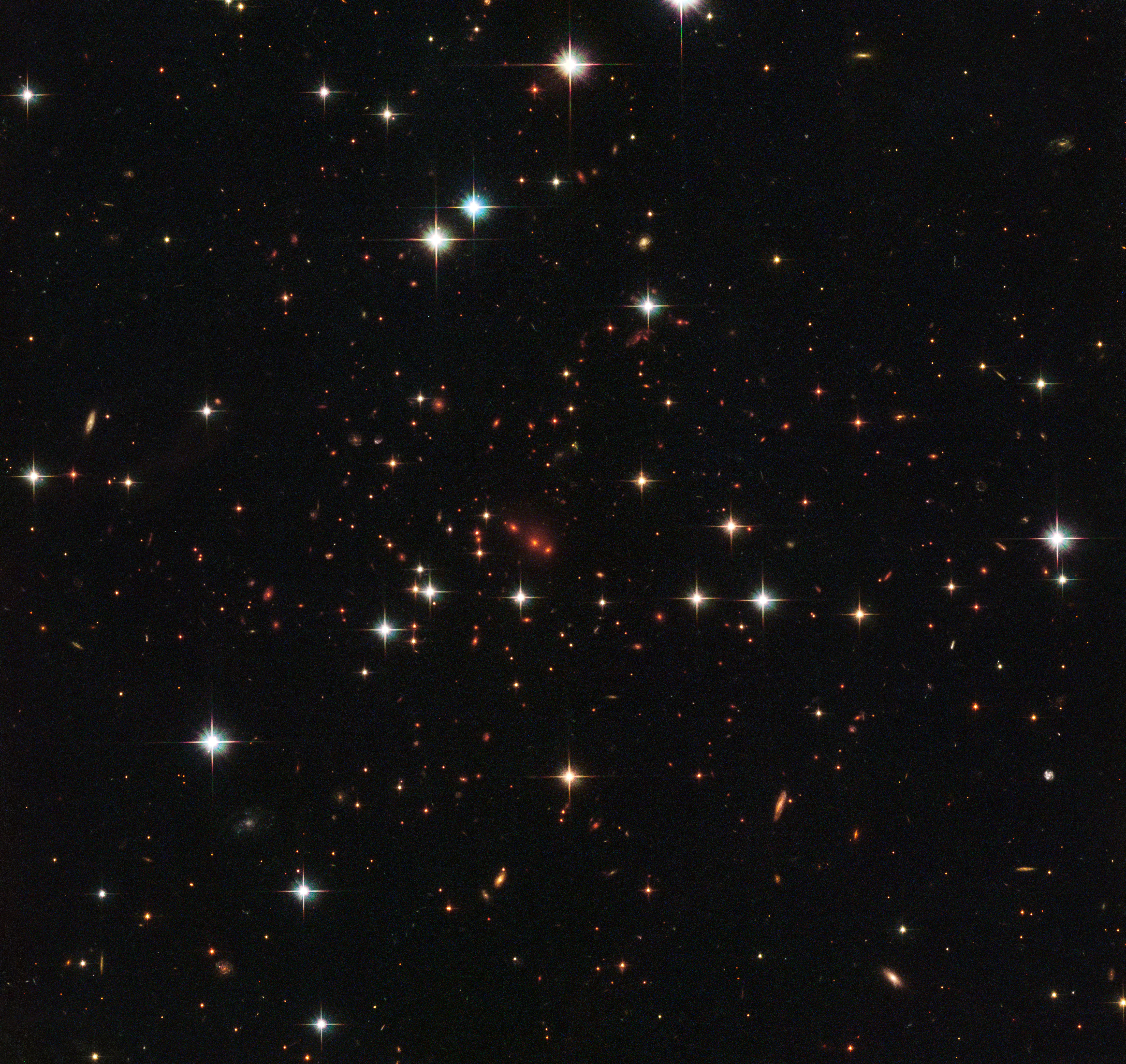
Cúmulo de galaxia PSZ2 G138.61-10.84, el cual es enorme y se encuentra a 6 billones de años luz de distancia.
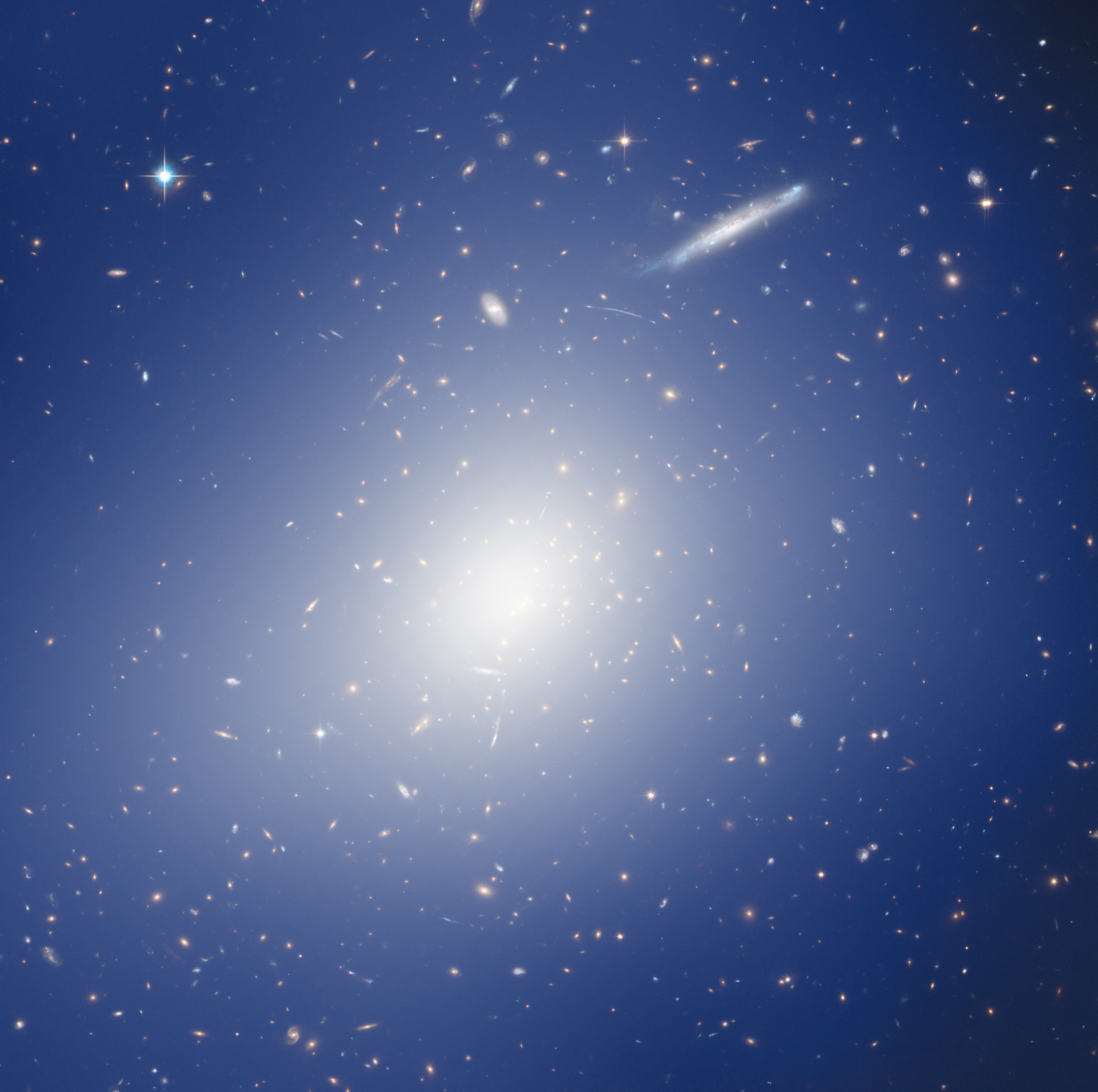
Los telescopios HAWK-I y Hubble exploran el cúmulo RCS2 J232, que tiene una masa de dos cuatrillones de soles.
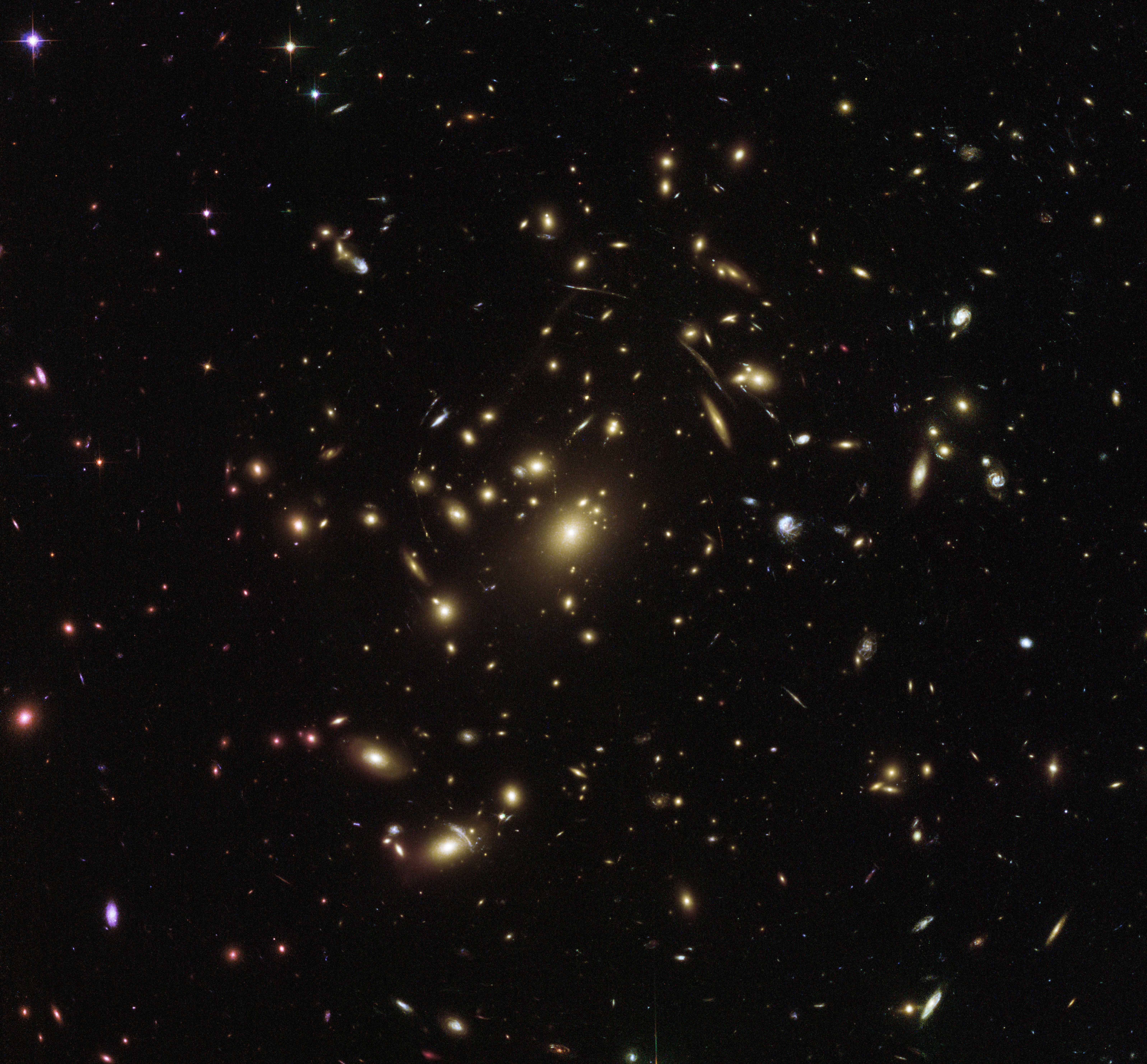
El Abell 2537 resulta ser útil para demostrar la existencia de fenómenos cósmicos como la materia y energía oscura.
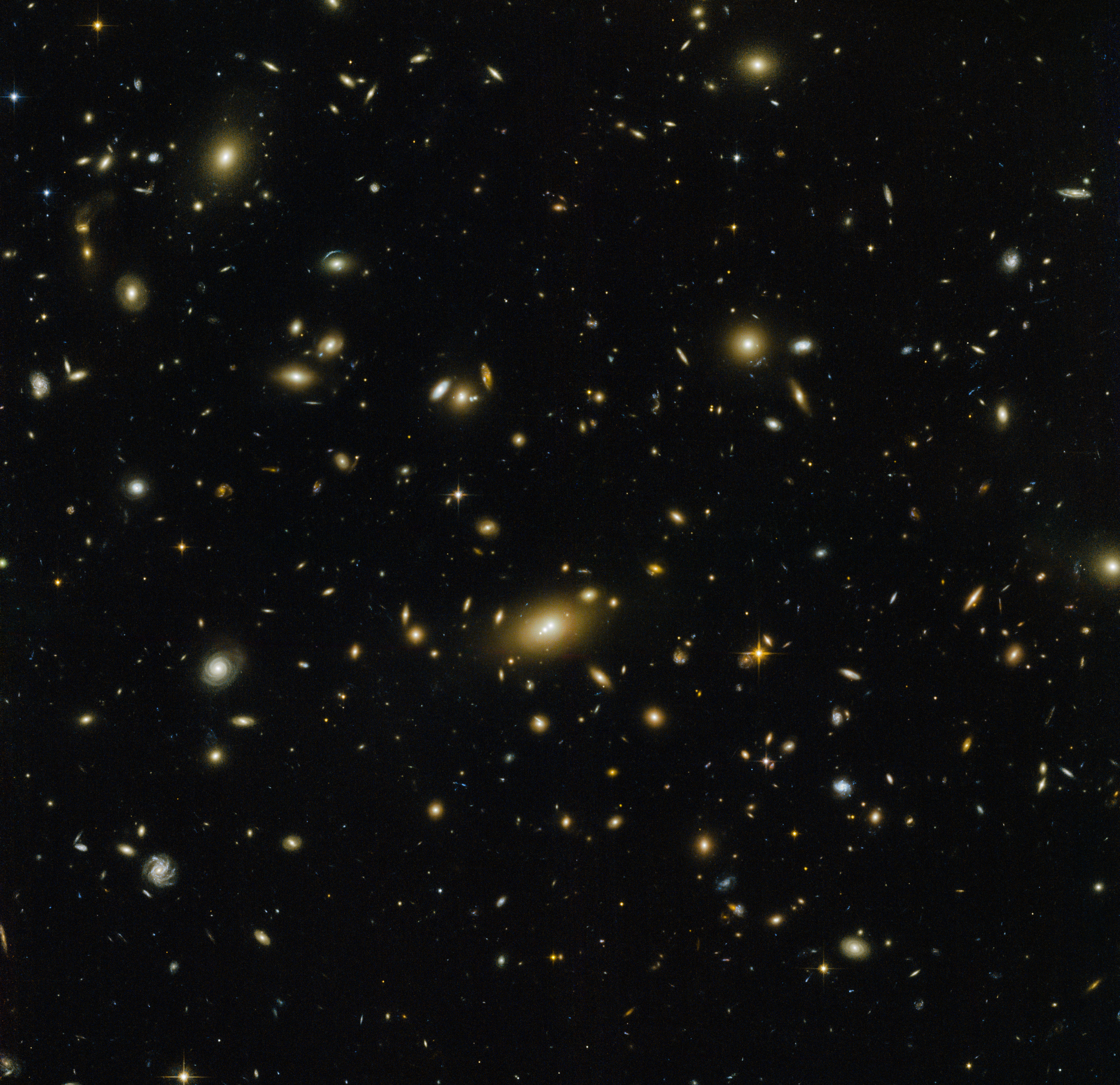
El Abell 1300 actúa como una lente, al doblar el mismísimo tejido de espacio alrededor de este.
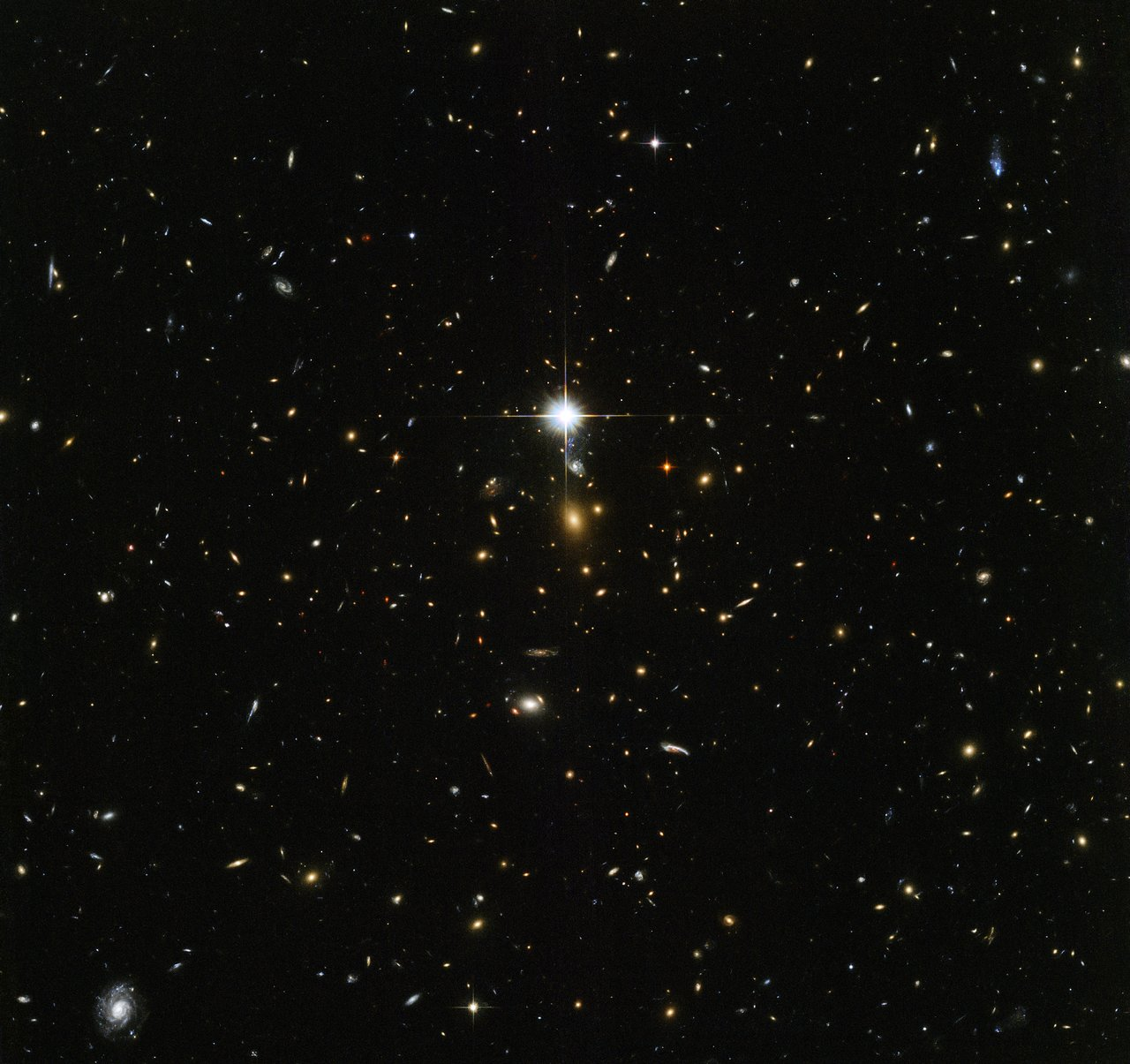
Cúmulo de galaxias WHL J24.3324-8.477.
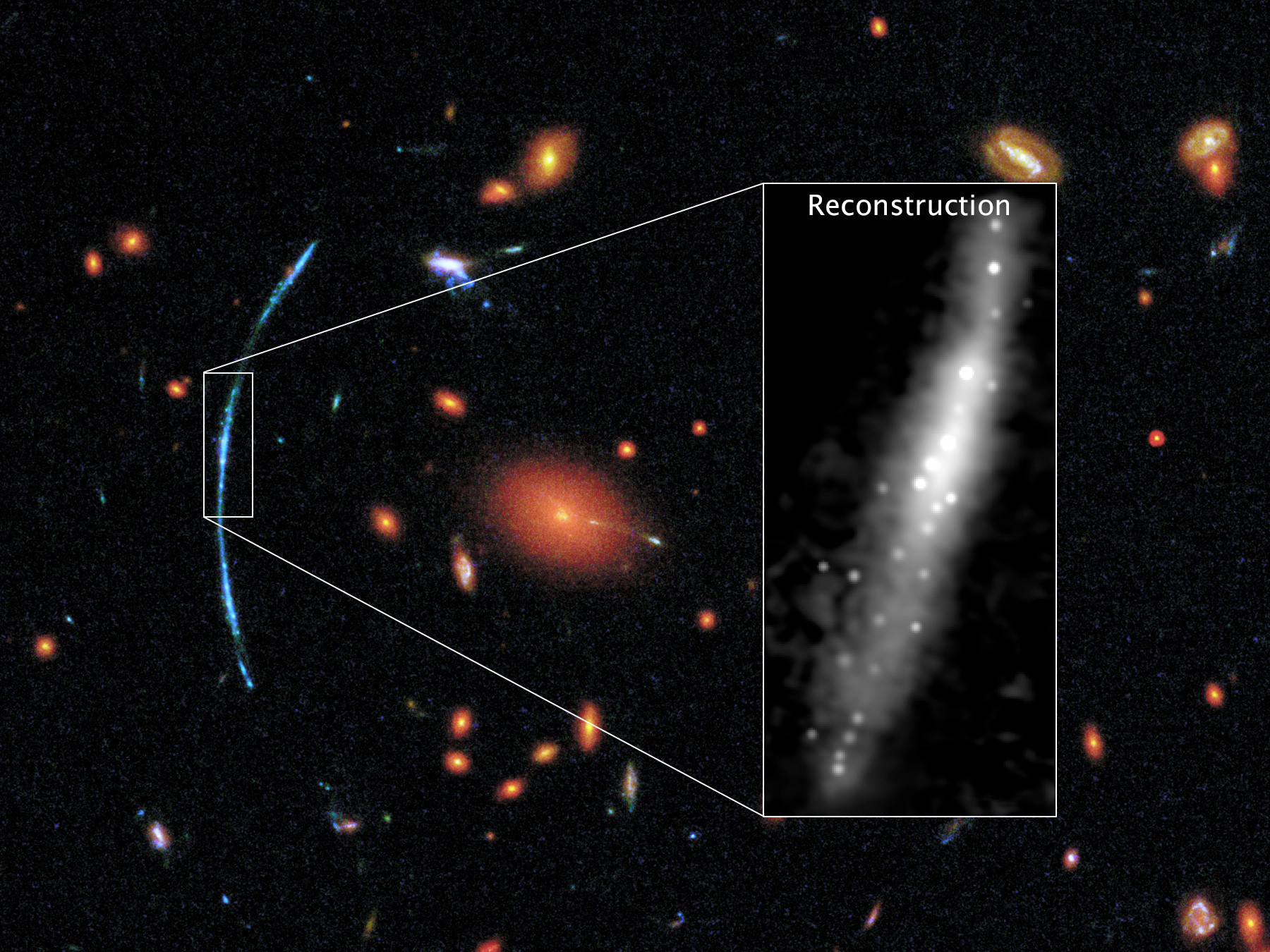
Al enfocar a un cúmulo de galaxias se ha enfocado de forma gravitatoria a una galaxia en segundo plano la cual es intervenida por el cúmulo.
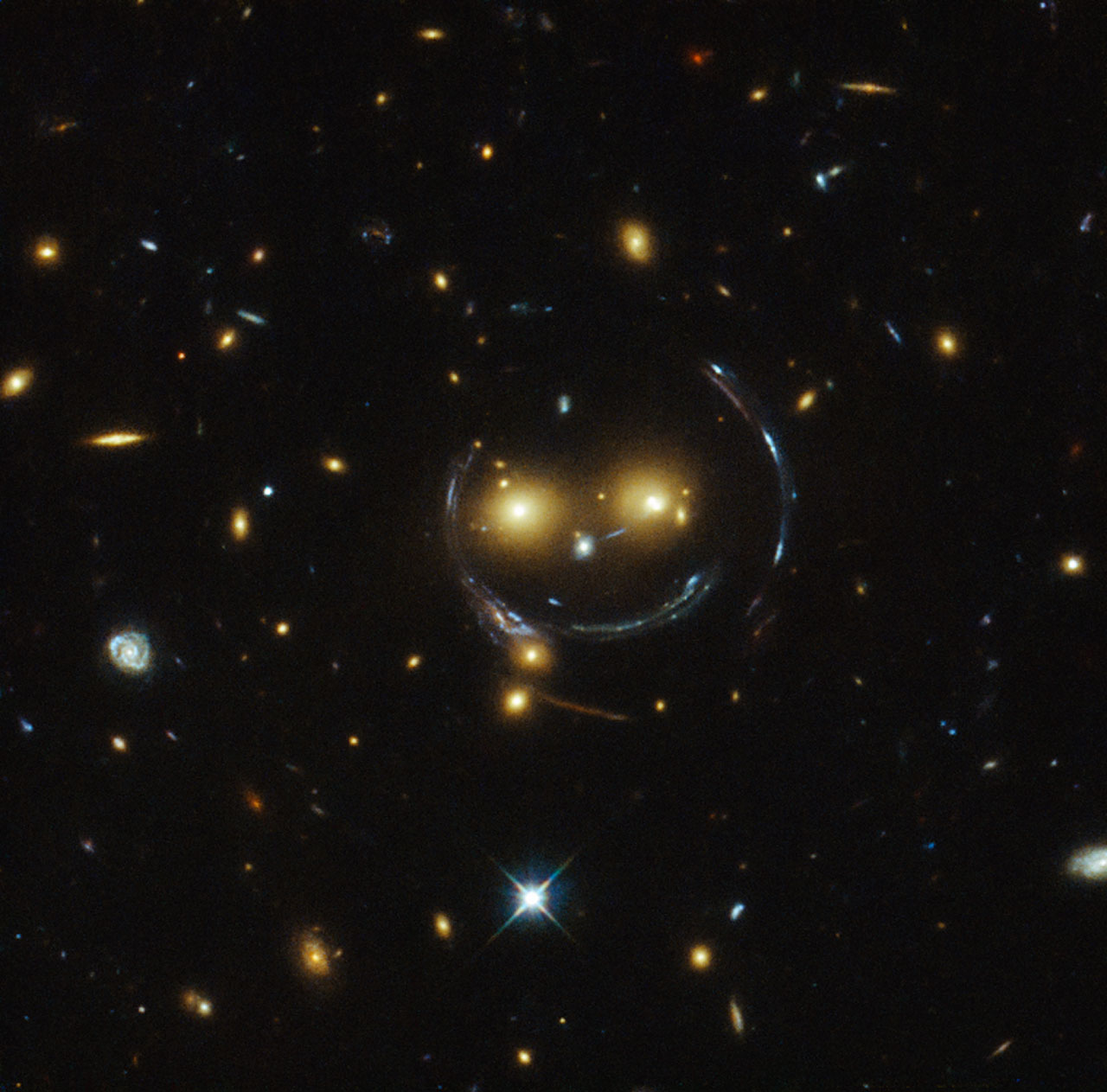
Cúmulo de galaxia - imagen de “smiley” (SDSS J1038+4849) y lente gravitatoria (un anillo de Einstein). Capturada por el telescopio espacial Hubble (HST por sus siglas en inglés).
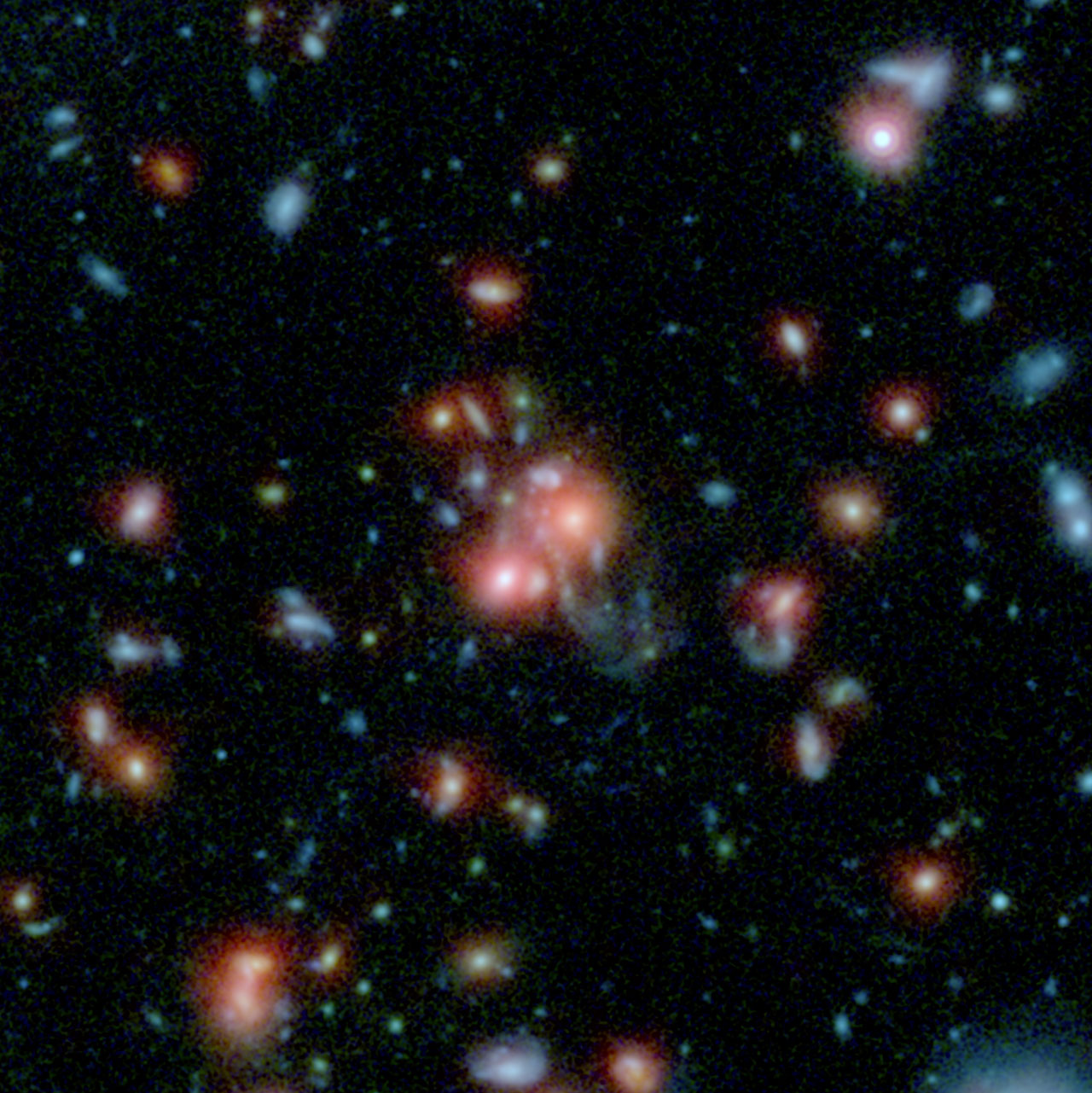
Imagen del cúmulo de galaxias SpARCS1049 que capturó el Spiter y el telescopio espacial Hubble.
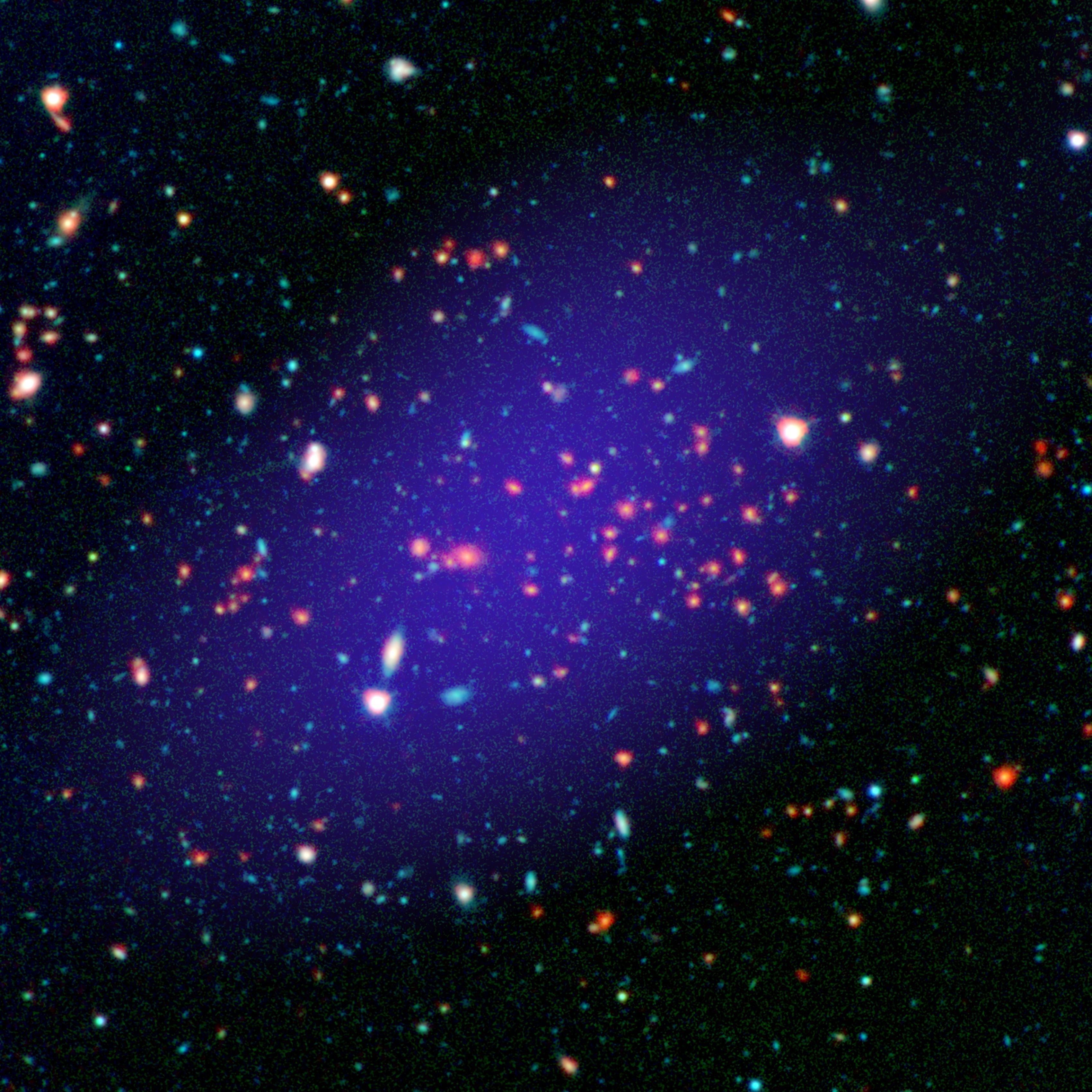
Cúmulo de galaxias MOO J1142+1527 el cual fue descubierto gracias a la búsqueda MaDCoWS.
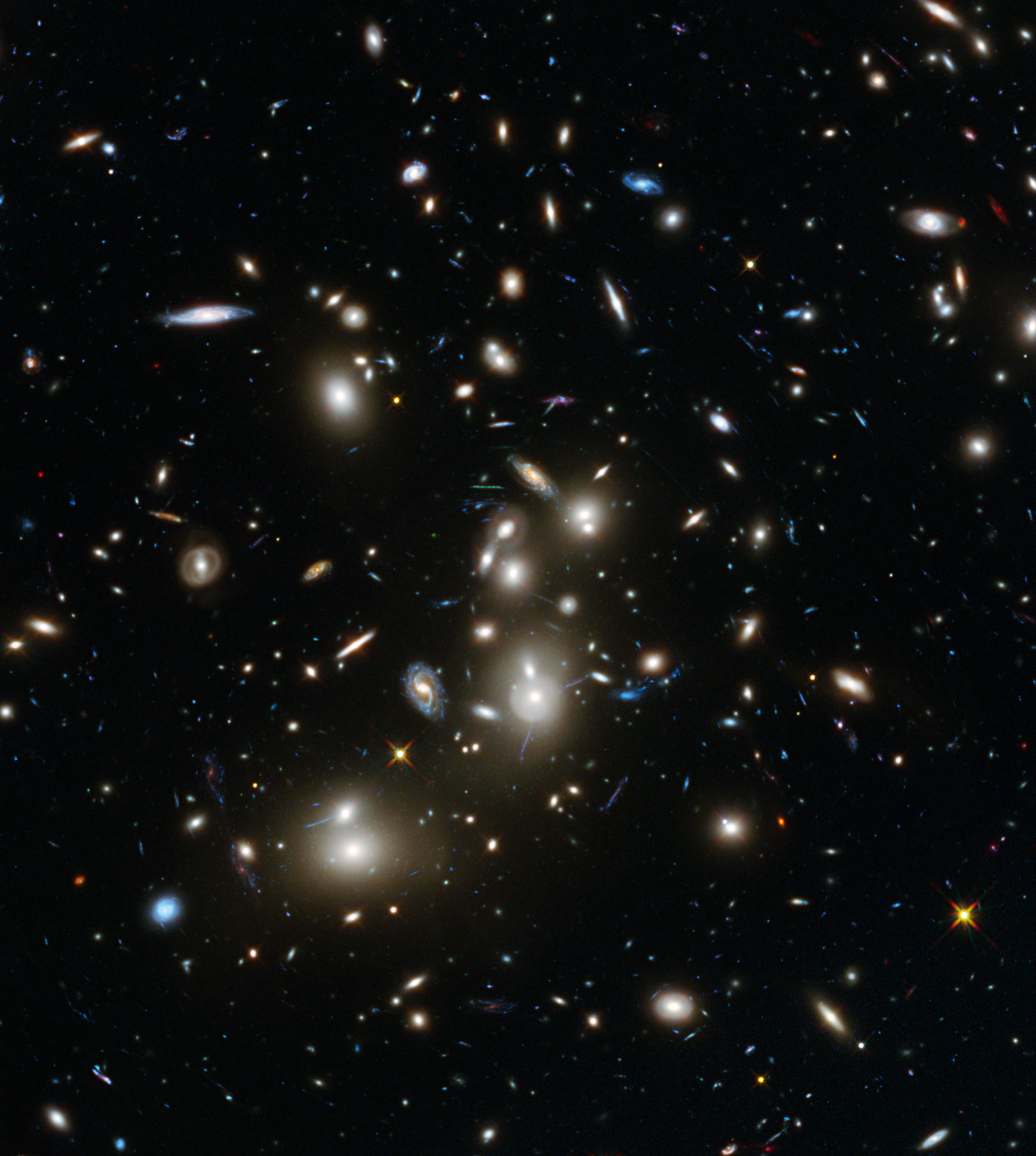
Cúmulo de galaxias Abell 2744 (HST).
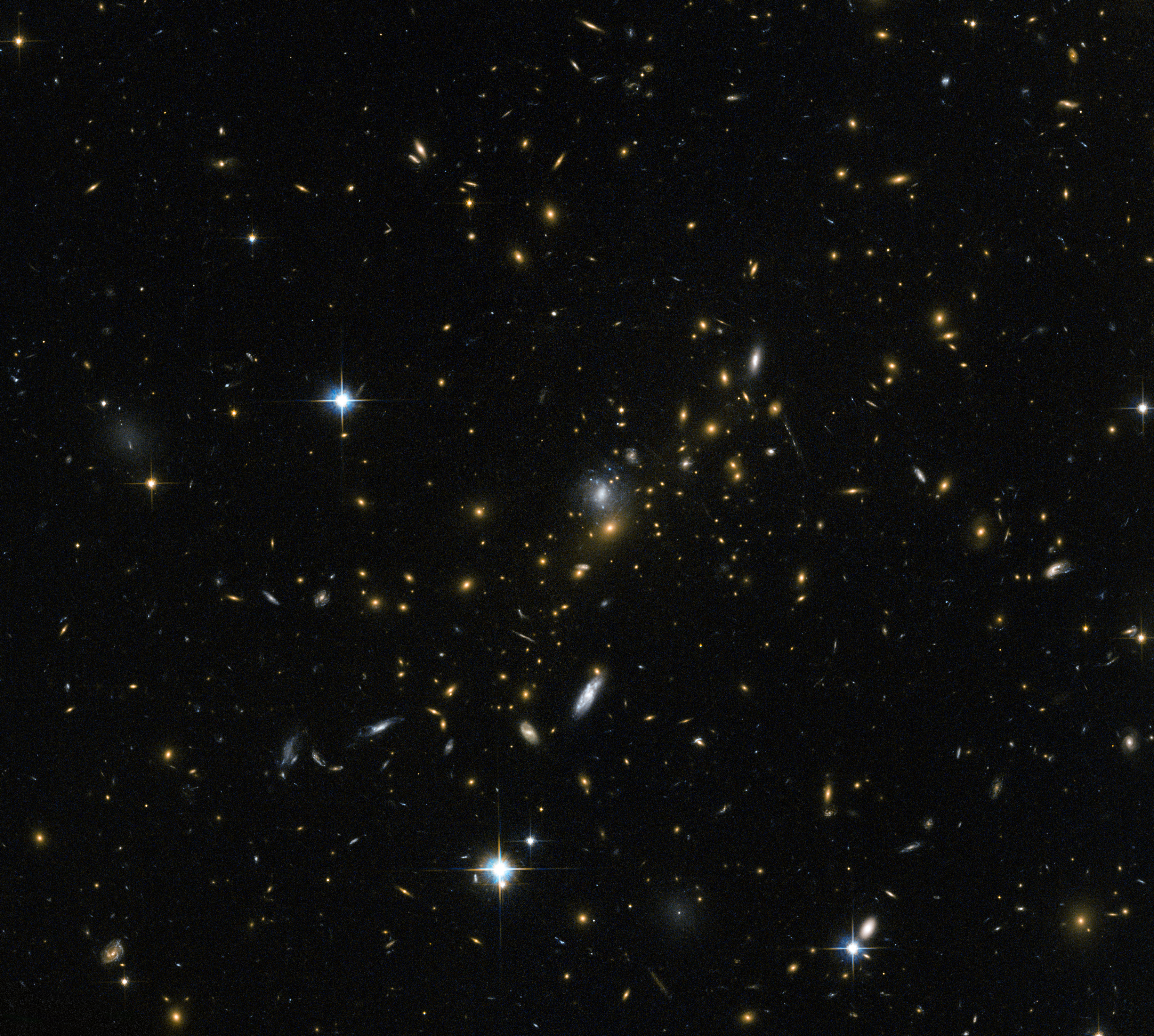
Cúmulo MACS J0454.1-0300, el cual actúa como una lente amplificadora del universo distante.
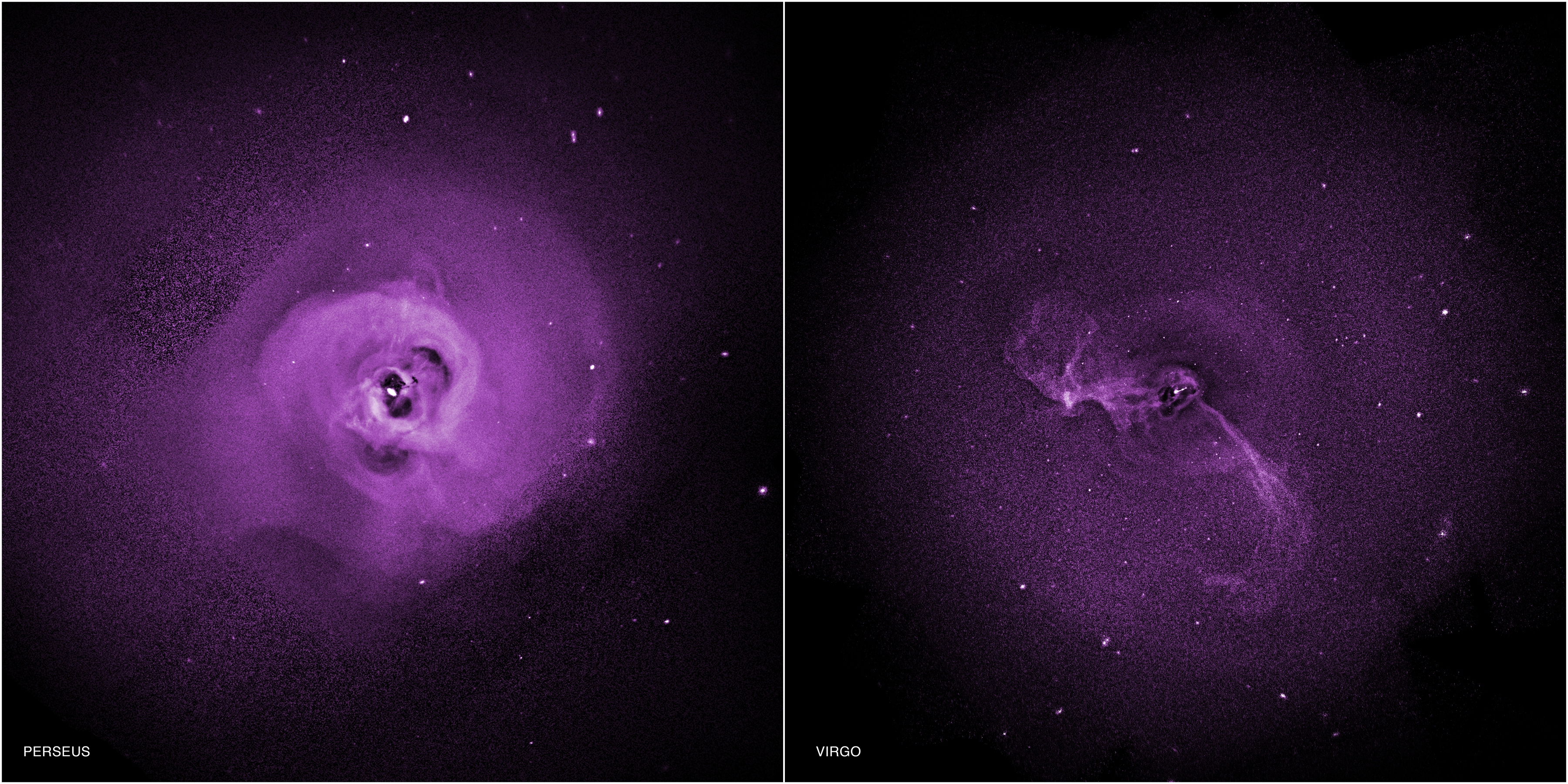
La turbulencia puede evitar que los cúmulos de galaxia se enfríen. Esto se demuestra en los cúmulos de Perseus y de Virgo (Observatorio de rayos X Chandra).
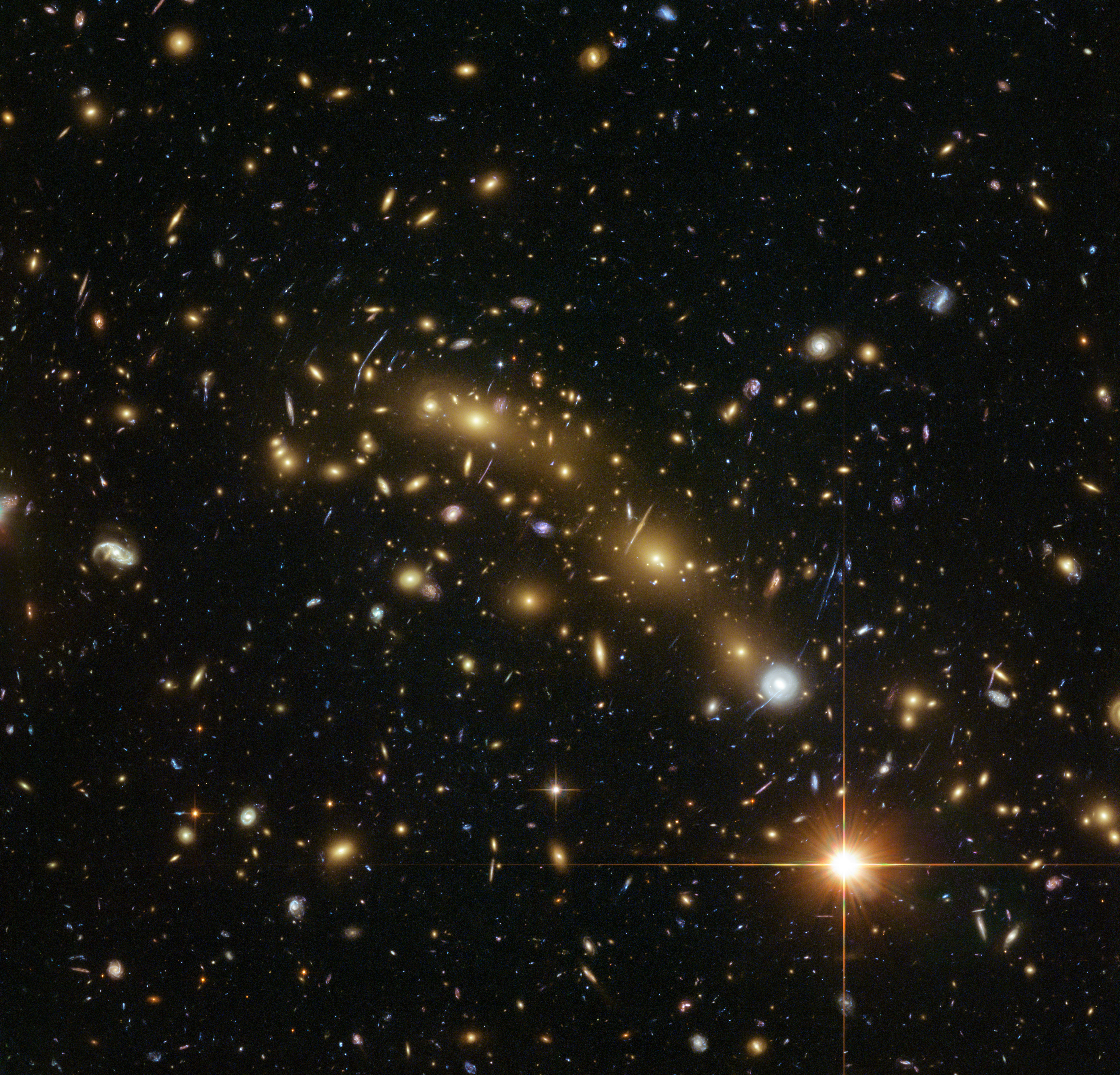
Imagen del cúmulo MACS0416.1-2403 capturada por el HST.

### Vídeos
- Vídeo: Formación del cúmulo de galaxia MRC 1138-262 (concepción artística).